# ساموسدلکا
ساموسدلکا (به لاتین: Samosdelka) یک منطقهٔ مسکونی در روسیه است که در استان آستراخان واقع شده‌است.